# Puchar MACEC na żużlu
Puchar MACEC na żużlu – międzynarodowe zawody żużlowe, organizowane od 2004 roku przez Stowarzyszenie Motocyklowe Krajów Europy Środkowej (MACEC) w ramach Pucharu MACEC.

## Medaliści

### Klasyfikacja indywidualna
| 3 rundy               |
| --------------------- |
| Krosno Lwów Žarnovica |

| 2 rundy     |
| ----------- |
| Lublin Lwów |

| 3 rundy            |
| ------------------ |
| Krosno Braiła Lwów |

| 4 rundy                      |
| ---------------------------- |
| Krosno Debreczyn Braiła Lwów |

| 4 rundy                      |
| ---------------------------- |
| Lublin Braiła Lwów Debreczyn |

| 2 rundy     |
| ----------- |
| Braiła Lwów |

| 2 rundy                    |
| -------------------------- |
| Ostrów Wielkopolski Braiła |

| 3 rundy            |
| ------------------ |
| Opole Braiła Równe |

| 3 rundy                          |
| -------------------------------- |
| Braiła Zielona Góra Czerwonogród |

| 3 rundy                                |
| -------------------------------------- |
| Gorzów Wielkopolski Czerwonogród Równe |

| 2 rundy       |
| ------------- |
| Leszno Braiła |

| 4 rundy                                           |
| ------------------------------------------------- |
| Czerwonogród Gorzów Wielkopolski Braiła Pardubice |

| 4 rundy                            |
| ---------------------------------- |
| Nagyhalász Rawicz Pardubice Braiła |

| 4 rundy                            |
| ---------------------------------- |
| Nagyhalász Rawicz Braiła Pardubice |

| 5 rund                                       |
| -------------------------------------------- |
| Nagyhalász Žarnovica Pardubice Krosno Braiła |

| 2 rundy          |
| ---------------- |
| Pardubice Braiła |

| 2 rundy                  |
| ------------------------ |
| Świętochłowice Pardubice |

### Klasyfikacja drużynowa
Zaliczane są do niej wyniki dwóch najlepszych zawodników z każdej reprezentacji. Prowadzona jest od 2005 roku w cyklach w których rozegrano więcej niż jedną rundę.
| 2 rundy     |
| ----------- |
| Lublin Lwów |

| 3 rundy            |
| ------------------ |
| Krosno Braiła Lwów |

| 4 rundy                      |
| ---------------------------- |
| Krosno Debreczyn Braiła Lwów |

| 4 rundy                      |
| ---------------------------- |
| Lublin Braiła Lwów Debreczyn |

| 2 rundy     |
| ----------- |
| Braiła Lwów |

| 2 rundy                    |
| -------------------------- |
| Ostrów Wielkopolski Braiła |

| 3 rundy            |
| ------------------ |
| Opole Braiła Równe |

| 3 rundy                          |
| -------------------------------- |
| Braiła Zielona Góra Czerwonogród |

| 3 rundy                                |
| -------------------------------------- |
| Gorzów Wielkopolski Czerwonogród Równe |

| 2 rundy       |
| ------------- |
| Leszno Braiła |

| 4 rundy                                           |
| ------------------------------------------------- |
| Czerwonogród Gorzów Wielkopolski Braiła Pardubice |

| 4 rundy                            |
| ---------------------------------- |
| Nagyhalász Rawicz Pardubice Braiła |

| 4 rundy                            |
| ---------------------------------- |
| Nagyhalász Rawicz Braiła Pardubice |

| 5 rund                                       |
| -------------------------------------------- |
| Nagyhalász Žarnovica Pardubice Krosno Braiła |

## Klasyfikacja medalowa

### Według zawodników
| Lp. | Zawodnik              | Państwo  | Lata      | Złoto | Srebro | Brąz | Razem |
| --- | --------------------- | -------- | --------- | ----- | ------ | ---- | ----- |
| 1.  | Andrij Kobrin         | Ukraina  | 2012–2015 | 3     | 1      | –    | 4     |
| 1.  | Marko Lewiszyn        | Ukraina  | 2017–2022 | 3     | 1      | –    | 4     |
| 3.  | Alexandru Toma        | Rumunia  | 2005–2008 | 2     | 1      | –    | 3     |
| 4.  | Milen Manew           | Bułgaria | 2012–2020 | 1     | 2      | 4    | 7     |
| 5.  | Kiriłł Cukanow        | Ukraina  | 2008–2011 | 1     | 2      | –    | 3     |
| 6.  | Wołodymyr Dubinin     | Ukraina  | 2009–2010 | 1     | 1      | –    | 2     |
| 7.  | Andrij Karpow         | Ukraina  | 2009–2011 | 1     | –      | 1    | 2     |
| 8.  | Paweł Baran           | Polska   | 2004      | 1     | –      | –    | 1     |
| 8.  | Daniel Jeleniewski    | Polska   | 2005      | 1     | –      | –    | 1     |
| 8.  | Krzysztof Stojanowski | Polska   | 2010      | 1     | –      | –    | 1     |
| 8.  | Jakub Jamróg          | Polska   | 2013      | 1     | –      | –    | 1     |
| 8.  | Mateusz Cierniak      | Polska   | 2020      | 1     | –      | –    | 1     |
| 8.  | Robert Chmiel         | Polska   | 2022      | 1     | –      | –    | 1     |
| 8.  | Stanisław Melnyczuk   | Ukraina  | 2023      | 1     | –      | –    | 1     |
| 8.  | Marcel Kowolik        | Polska   | 2024      | 1     | –      | –    | 1     |
| 16. | Janusz Ślączka        | Polska   | 2004–2006 | –     | 1      | 1    | 2     |
| 16. | Dmytro Mostowik       | Ukraina  | 2016–2017 | –     | 1      | 1    | 2     |
| 18. | Rafał Wilk            | Polska   | 2004      | –     | 1      | –    | 1     |
| 18. | Grzegorz Szyszka      | Polska   | 2007      | –     | 1      | –    | 1     |
| 18. | Sławomir Drabik       | Polska   | 2010      | –     | 1      | –    | 1     |
| 18. | Mateusz Borowicz      | Polska   | 2011      | –     | 1      | –    | 1     |
| 18. | Łukasz Kret           | Polska   | 2012      | –     | 1      | –    | 1     |
| 18. | Eduard Krčmář         | Czechy   | 2014      | –     | 1      | –    | 1     |
| 18. | Andreas Lyager        | Dania    | 2015      | –     | 1      | –    | 1     |
| 18. | Mateusz Tudzież       | Polska   | 2019      | –     | 1      | –    | 1     |
| 18. | Dennis Fazekas        | Węgry    | 2020      | –     | 1      | –    | 1     |
| 18. | Jakub Valkovic        | Słowacja | 2023      | –     | 1      | –    | 1     |
| 18. | Roman Kapustin        | Ukraina  | 2024      | –     | 1      | –    | 1     |
| 29. | László Karcagi        | Węgry    | 2006      | –     | –      | 1    | 1     |
| 29. | Attila Lőrincz        | Węgry    | 2007      | –     | –      | 1    | 1     |
| 29. | Tomasz Łukaszewicz    | Polska   | 2008      | –     | –      | 1    | 1     |
| 29. | Mateusz Szostek       | Polska   | 2009      | –     | –      | 1    | 1     |
| 29. | Czewdar Czernew       | Bułgaria | 2011      | –     | –      | 1    | 1     |
| 29. | Edward Mazur          | Polska   | 2013      | –     | –      | 1    | 1     |
| 29. | Alex Zgardziński      | Polska   | 2014      | –     | –      | 1    | 1     |
| 29. | Artur Czaja           | Polska   | 2016      | –     | –      | 1    | 1     |
| 29. | Roland Kovacs         | Węgry    | 2018      | –     | –      | 1    | 1     |
| 29. | Bartosz Szymura       | Polska   | 2022      | –     | –      | 1    | 1     |
| 29. | Jan Macek             | Czechy   | 2023      | –     | –      | 1    | 1     |
| 29. | Jan Jeníček           | Czechy   | 2024      | –     | –      | 1    | 1     |

### Według państw
| Lp. | Państwo  | Złoto | Srebro | Brąz | Razem |
| --- | -------- | ----- | ------ | ---- | ----- |
| 1.  | Ukraina  | 10    | 7      | 3    | 20    |
| 2.  | Polska   | 7     | 6      | 8    | 21    |
| 3.  | Rumunia  | 2     | 1      | –    | 3     |
| 4.  | Bułgaria | 1     | 2      | 4    | 7     |
| 5.  | Węgry    | –     | 1      | 3    | 4     |
| 6.  | Czechy   | –     | 1      | 2    | 3     |
| 7.  | Słowacja | –     | 1      | –    | 1     |
| 8.  | Dania    | –     | 1      | –    | 1     |